# Arvid Sandquist
Carl Arvid Sandquist, född 26 november 1883 i Karlskrona, död 10 maj 1955 i Stockholm, var en svensk kamrer,  tecknare och målare.
Sandquist slutade som kamrer vid Flottans pensionskassa och gjorde sig redan som ung känd för att vara en skicklig karikatyrtecknare. Bland annat tecknade han en serie med Svenska flottans män som publicerades i Blekinge Läns Tidning. Under pseudonymen Aja Bartinsky utgav han de två häftena Blekansikten 1924 och 1926. Förutom karikatyrteckningar utförde han även stadsbilder och landskap med motiv från Blekinge och Stockholms skärgårdar utförda i akvarell. En samling med omkring 500 teckningar överlämnades som gåva till Blekinge läns museum 1955.